# Karl von Zinzendorf

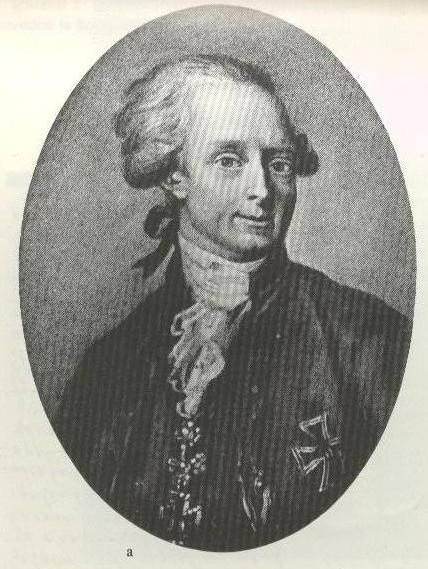
Karl von Zinzendorf (1739–1813)

Graf Karl Johann Christian von Zinzendorf (* 5. Januar 1739 in Dresden; † 5. Januar 1813 in Wien) war ein österreichischer Staatsmann.

## Leben
Karl von Zinzendorf war der siebte Sohn des kursächsischen Kammerherrn Friedrich Christian von Zinzendorf und Pottendorf (* 1697; † 1756). Er entstammte dessen zweiter Ehe mit Gräfin Christiane Sophie von Callenberg und wuchs in einem strenggläubigen protestantischen Elternhaus auf.
Nach dem Tode seines Vaters schrieb er sich 1758 an der Universität Jena zum Studium der Rechtswissenschaften ein. Im selben Jahre trat Zinzendorf in Jena der Deutschen Gesellschaft bei. 1759 erhielt er eine Anstellung als kursächsischer Hof- und Justizrat. Im darauf folgenden Jahr reiste er zu seinem Halbbruder Ludwig von Zinzendorf nach Wien und entschied sich dort für einen dauerhaften Verbleib in Österreich.
1762 wurde er zum k.k. Kommerzienrat und im Folgejahr zum k.k. Kämmerer ernannt. Nachdem Zinzendorf am 29. November 1763 zum Kammerdirektor des niederösterreichischen Kommerzialconsess ernannt worden war, trat er am 14. März 1764 in die Römisch-katholische Kirche ein.
Auf seiner Dienstreise, die ihn zwischen 1764 und 1765 nach Tirol, Italien, Frankreich und in die Schweiz führte, knüpfte Zinzendorf Kontakte zu Voltaire, Jean-Jacques Rousseau und Albrecht von Haller und wurde Ehrenmitglied der ökonomischen Societät zu Bern. 1765 erfolgte Zinzendorfs Aufnahme in die österreichische Deutschordensballei und 1770 erhielt er den Ritterschlag.
Nach Abschluss weiterer Kommerzialreisen trat er 1770 als Hofrat bei der Hofrechenkammer ein. 1773 übernahm Zinzendorf die Ordenskommenden Möttling und Tschernembl. Im Auftrag des Hofkommerzienrates bereiste er Galizien, Polen, Russland, Schweden, Dänemark und deutsche Länder. Nach der Aufhebung des Hofkommerzienrates erfolgte 1776 seine Vereidigung als Gouverneur von Triest. Am 7. Februar 1782 ernannte ihn Joseph II. zum Präsidenten der Neuen Hofrechenkammer und am 26. April 1784 zum Vorsitzenden der Kommission für die Robotaufhebung.
Zinzendorf war Landeskomtur des Deutschen Ordens in Friesach in Kärnten, Groß Sonntag in der Steiermark und ab 1787 von Laibach sowie Erblandjägermeister von Niederösterreich. 1791 erfolgte seine Ernennung zum Geheimrat. Mit der Aufhebung der Hofrechenkammer durch Kaiser Franz II. wurde Zinzendorf 1792 zum Staatsminister in inländischen Angelegenheiten, als der er dem Staatsrat stimmberechtigt angehörte, ernannt. 1793 erfolgte seine Berufung zum Leiter des Staatsrechnungsdepartements.
1800 wurde Zinzendorf zum Statthalter, später zum Landeskomtur der Ordensballei Österreich berufen. Bei der Umwandlung des Staatsrates in die Konferenz verlor er seinen Sitz und konzentrierte sich stattdessen mehr auf sein Wirken für den Orden. Als Landmarschall stand Zinzendorf den Ständen Niederösterreichs vor.
1802 erfolgte seine Berufung in die Staatskonferenz als Minister für inländische Geschäfte und 1808 zum dirigierenden Staats- und Konferenzminister. Im Zuge der Reform des Geheimen Staatsrates reichte Zinzendorf am 7. Dezember 1809 seinen Rücktritt ein. Zinzendorf galt als Gegner einer merkantilistischen Wirtschaftspolitik und vertrat die Gedanken eines Freihandels.
Nach seinem Tode fand er seine letzte Ruhestätte in der Familiengruft der Zinzendorf in Karlstetten.
Er war ein Halbbruder von Ludwig von Zinzendorf, Bruder von Friedrich August von Zinzendorf sowie Neffe von Nikolaus Ludwig von Zinzendorf und Großneffe von Franz Ludwig von Zinzendorf. Erbe wurde sein Großneffe Heinrich August Graf von Baudissin († 1834), der die niederösterreichischen Herrschaften Karlstetten, Doppel und Wasserburg übernahm und den Namen Baudissin-Zinzendorf-Pottendorf annahm.

## Werke
Zinzendorfs bedeutendste Hinterlassenschaft sind seine äußerst umfangreichen, minutiös geführten Tagebücher, die er in Französisch schrieb. Er führte sie von seinem dreizehnten Lebensjahr bis zu seinem Tod; insgesamt umfassen sie 56 eng beschriebene Bände. Die Tagebücher gehören zu den wichtigsten Quellen zur österreichischen Geschichte wie auch zur Wiener Kulturgeschichte und enthalten zahlreiche Eintragungen über Haydn,  Mozart, Salieri und Beethoven. Die Originale befinden sich heute im Österreichischen Staatsarchiv. Daneben verfasste Zinzendorf eine Autobiographie, die er 1803 abschloss, und ein dreibändiges Manuskript zur Familiengeschichte der Ritter von Zinzendorf.